# 日本とアルバニアの関係
日本とアルバニアの関係（にほんとアルバニアのかんけい、アルバニア語: Marrëdhëniet mes Shqipërisë dhe Japonisë、英語: Albania-Japan relations） では、日本とアルバニアの関係について概説する。

## 両国の比較
|             | アルバニア                  | 日本                           | 両国の差                    |
| ----------- | --------------------------- | ------------------------------ | --------------------------- |
| 人口        | 285万4191人（2019年）       | 1億2626万人（2019年）          | 日本はアルバニアの約44.2倍  |
| 国土面積    | 2万8700 km²                 | 37万7972 km²                   | 日本はアルバニアの約13.2倍  |
| 首都        | ティラナ                    | 東京都                         |                             |
| 最大都市    | ティラナ                    | 東京都区部                     |                             |
| 政体        | 共和制 大統領制             | 立憲君主制 議院内閣制          |                             |
| 公用語      | アルバニア語                | 日本語（事実上）               |                             |
| 国教        | なし                        | なし                           |                             |
| GDP（名目） | 152億7918万米ドル（2019年） | 5兆819億6954万米ドル（2019年） | 日本はアルバニアの約332.6倍 |

## 歴史

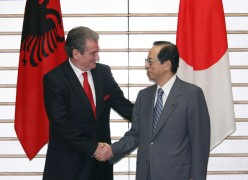
2008年2月5日、日本の総理大臣官邸でのアルバニア首相サリ・ベリシャと福田康夫の会談

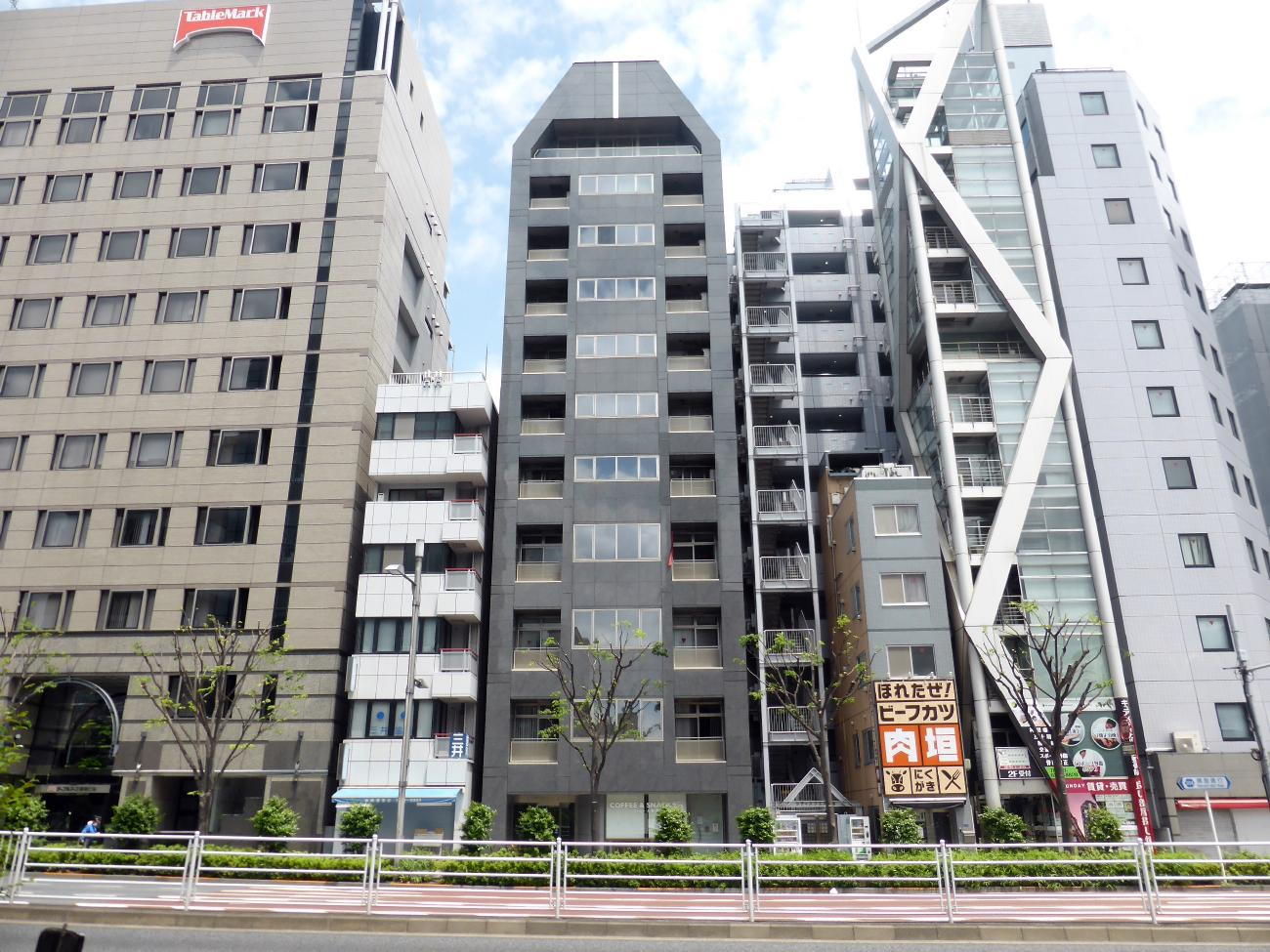
4階にアルバニア大使館が入居する北國新聞ビル全景

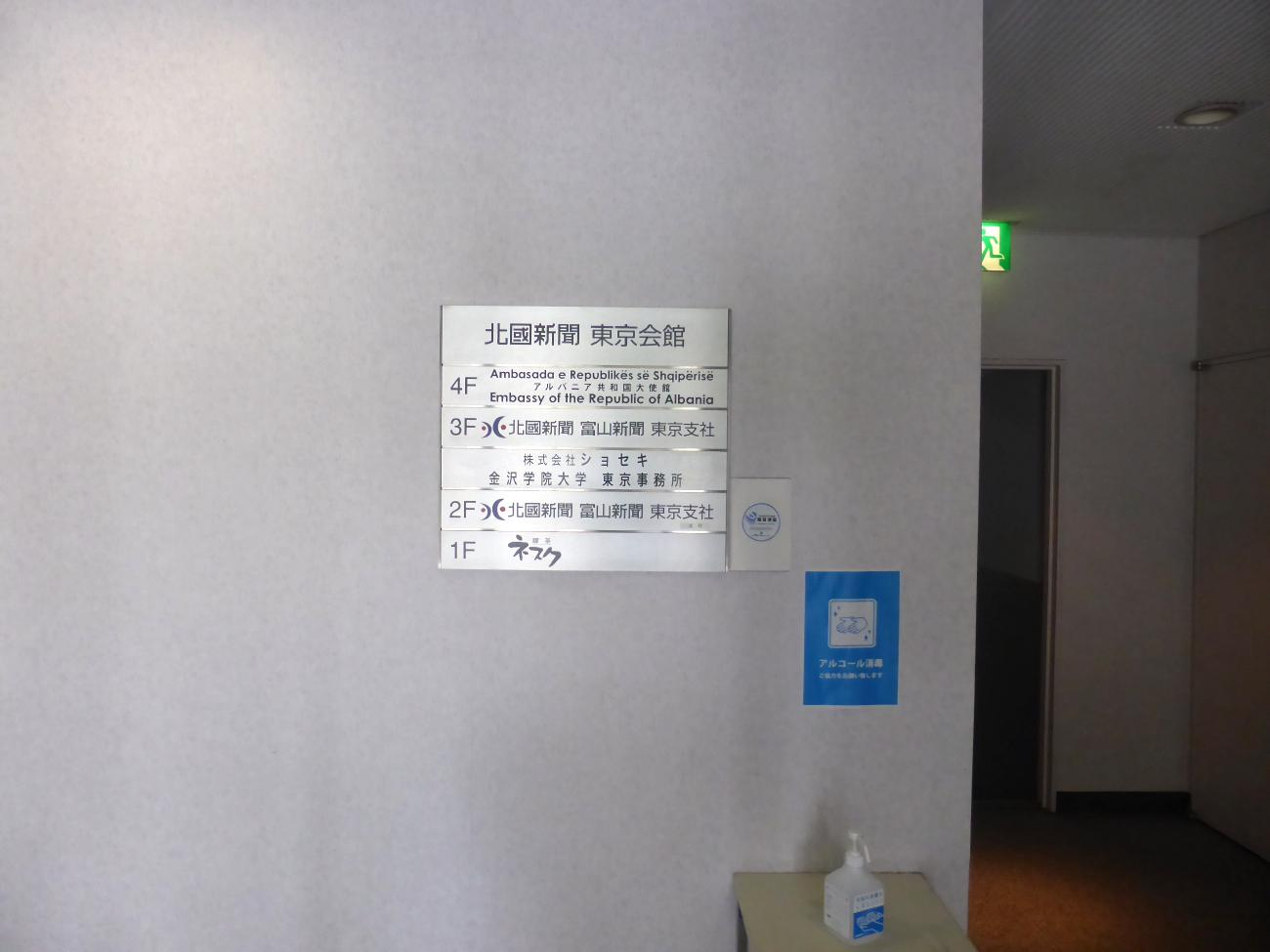
駐日アルバニア大使館の表札　4階

第1次バルカン戦争中の1912年にアルバニア公国としてオスマン帝国からの独立を宣言し、1913年のロンドン条約で欧州列強はこれを承認、日本も1922年4月18日にアルバニア公国を国家承認した。その後、第一次世界大戦では戦場と化して無政府状態に陥るも、1920年には国家が再建され、その後の1922年4月にようやく両国間に外交関係が樹立された。1925年から1928年にかけてはアルバニア共和国、1928年以降はアルバニア王国へと政治体制は大きく転換するものの外交関係は維持され、1930年6月20日には両国初の通商条約が結ばれている。1935年には、大阪にアルバニア王国の名誉領事館が開設された。しかし第二次世界大戦では日独伊三国同盟を通じて日本のパートナーであったイタリア王国がアルバニアに侵攻し、保護国化する。これにより外交関係はイタリアに集約される形で消失し、やがて日本やイタリアは敗戦。戦後アルバニアではアルバニア共産党が支配権を握ってアルバニア社会主義人民共和国が建国され社会主義国家となり、冷戦も重なって日本との外交関係はそのまま凍結された。
1981年3月に外交関係が再開。1990年11月にマリレ外相が平成の即位の礼に参列のため要人として初来日した。その後、アルバニアは冷戦の終結、東欧諸国の民主化、国内情勢の悪化などからそれまでの鎖国体制を一転させて対外開放政策を取り、先進諸国・国際機関との関係強化及び安全保障の確保へ舵を切った。これにより日本からの経済支援を積極的に受け入れ始め、また日本とバルカン諸国が実施する「バルカン・平和定着経済発展閣僚会合」にも参加を開始、アルバニアの閣僚が次々に訪日を実施するなどしている。1991年には現在のアルバニア共和国として再出発した。
2005年12月に東京に在日アルバニア大使館が開設され、それまでの北京の在中華人民共和国アルバニア大使館の日本兼轄が解消された。ただし当初は臨時代理大使が常駐する兼勤駐在官事務所で、特命全権大使が常駐する正式な大使館へと格上げされたのは2009年4月であった。一方日本側はウィーンの在オーストリア日本国大使館での兼轄、ローマの在イタリア日本国大使館での兼轄を経て2017年1月、アルバニアの首都ティラナに在アルバニア日本国大使館を設置した。

## 外交
対外開放政策を採用して以降、多くのアルバニアの閣僚が日本を訪れている。また、2008年2月にはアルバニア首相として初めてサリ・ベリシャが日本を訪れ、当時の総理大臣であった福田康夫と会談を行っている。続く2019年10月にはアルバニア大統領イリル・メタが訪日して安倍晋三と首脳会談を実施し、両国関係のさらなる発展について話し合われたほか、北朝鮮核問題や拉致問題、バルカン半島情勢についての意見交換がなされた。

## 安全保障
アルバニアは2009年には北大西洋条約機構（NATO）に加盟を果たし、グローバル・パートナーシップ国である日本とは安全保障面で間接的な協力関係にある。ただし、アルバニアと日本は地理的に遠く、経済規模にも大きな違いがある事から実際に共同でミッションを行った例は少ない。中東における安全航行確保を目的とする米国主導の有志連合「番人（センチネル）作戦」にはアルバニア軍が参加した一方で、有志連合に参加するよう米国の要請を受けていた日本は自衛隊の参加を見送り、独自の中東派遣を行っている。

## 経済交流
日本は2017年までの累計で250億円以上の開発援助をアルバニアに実施しており、アメリカ合衆国やイタリア、ドイツなどと並ぶ主要援助国となっている。主な支援内容はインフラ整備などであるが、コソボ紛争以降は隣国コソボからの難民がアルバニアに数多く流入しているため、その食糧援助や医療設備拡充などが2000年代は主流になっていた。貿易面では、2019年を例に挙げれば日本の対アルバニア輸出は2.06億円と少額に留まるが、輸入額は20.5億円に上り、日本の赤字となっている。その理由はアルバニアがクロムやニッケルといった鉱物資源の産出国であり、それを日本に供給しているからで、一方日本はアルバニアに自動車などを輸出している。また、アルバニアは欧州の中では低賃金かつ未開拓市場という事もあって、欧州における新たな製造拠点として注目を浴び始めている。2020年、住友電工は自動車用ワイヤハーネスの新工場の一つをアルバニアに設置した。

## 文化交流
マリン・バーレティ大学やティラナ工芸大学では2010年以降試験的に日本語教育が実施され、徐々に人気は高まりつつある。その背景にはアルバニアの若者の間で日本のポップカルチャーが浸透し始めている事がある。一方日本は1989年から文部科学省国費留学生を受け入れを開始。

## 外交使節

### 駐日アルバニア大使
| 代 | 氏名                     | 在任期間        | 官職名       | 備考                               |
| -- | ------------------------ | --------------- | ------------ | ---------------------------------- |
| 1  | ディミタール・スタモ     | 1983年 - 1986年 | 特命全権大使 | 信任状捧呈は6月2日 初代 北京常駐   |
| 2  | ジャスティン・パパヨルギ | 1986年 - 1992年 | 特命全権大使 | 信任状捧呈は1987年9月25日 北京常駐 |
| 3  | タヒル・エレジ           | 1992年 - 1997年 | 特命全権大使 | 信任状捧呈は1月20日 北京常駐       |
| 4  | ハイダル・ムネカ         | 1997年 - 2000年 | 次期大使     | 信任状は捧呈していない 北京常駐    |
| 5  | クイティム・ジャニ       | 2000年 - 2005年 | 特命全権大使 | 信任状捧呈は5月16日 北京常駐       |
|    | ファトス・カーチク       | 2005年 - 2009年 | 臨時代理大使 |                                    |
| 6  | ブヤール・ディダ         | 2009年 - 2015年 | 特命全権大使 | 信任状捧呈は6月10日 旭日重光章受章 |
|    | アルマンド・シャンドロ   | 2015年 - 2016年 | 臨時代理大使 |                                    |
| 7  | ジェルジ・テネケチェジウ | 2016年 - 2024年 | 特命全権大使 | 信任状捧呈は9月8日                 |
|    | イリル・チョリ           | 2024年          | 臨時代理大使 |                                    |
| 8  | エルマル・ムチャ         | 2024年 -        | 特命全権大使 | 信任状捧呈は10月24日               |